# 牙齒貼片
牙齒貼片是一種可以貼在牙齒表層的材料，在牙醫學中可以改善微笑曲線與牙齒外觀，同時也能保護牙齒表面，使其免於受損。牙齒貼片主要由陶瓷或複合材料製作而成。複合式貼片可直接放置或由牙體技術師製作而成，並使用樹脂黏膠與牙齒表面黏合，使其固定。複合式牙齒貼片的使用壽命大約為4年。通常會用於治療青少年患者。一旦他們停止發育後，則需更換為持久性更佳的貼片。

## 醫療用途
貼片是一種由美容牙醫來進行的修復手法。牙醫會根據患者的牙齒狀況與意願提供合適的療程，如從常見的牙齒斷裂與變色的情況來看，牙醫師可能會建議使用牙齒貼面來進行修復，或是以貼片來為患者打造出「好萊塢」式的微笑曲線。有些人因為牙齒較小，導致在進行齒顎矯正、隱形牙齒矯正後，牙齒空間不容易閉合， 或是因為牙齒磨損較為嚴重，而導致外觀過早老化，甚至還有一些人因為牙齒排列不齊而導致牙齦萎縮。而牙齒貼片可以改善牙齒之間的空隙、延長因磨損而縮短的牙齒、填充因牙齦萎縮而引起的黑三角，並能使牙齒的形狀、顏色、對稱度更為統一，使牙齒的排列更為整齊。牙醫師也建議使用薄瓷貼片來改善遭到磨損的牙齒。薄瓷貼片是牙齒磨損的老年患者之首要選擇， 在許多情况下患者皆可使用陶瓷貼片改善牙齒狀況。對於前牙美學來說，不論是臨時貼片還是最終貼片皆非常重要。

## 適應症
牙齒變色、牙齒畸形、牙釉質發育不全、牙釉質鈣化不足（牙釉質未完全礦化）、氟斑牙、四環素染色、非重要牙齒变色、错位、牙釉質破裂、牙釉质因侵蝕而脱落、改變牙齒形狀、改善牙齒隱形矯正過後因牙齒過小，而無法閉合的空隙。在一個具有爭議的觀點中，加拿大 DDS 的 Michael Zuk 博士在一位前美容牙醫的自白中描述了他的觀點和某些美容牙醫過度使用陶瓷貼片的問题。 他建議使用貼片進行"即時矯正"或模擬牙齒矯正可能會有哪些傷害，尤其是對於想要擁有健康牙齒的年輕人來說更有可能產生哪些問題。根據牙醫師表示，輕微的牙齒表面損傷或正常磨損並不是使用瓷贴片或陶瓷貼片的正確理由。這是因為，若由没有經驗的牙醫師執行，在某些情况下，進行貼片療程前所需的準備工作可能會破壞牙齒表面的3-30% 並且，經過研究發現，10 年后，50% 的貼片可能移位，或是不再處於令人滿意的狀態，需要重新處理。